# Rap komunión
Rap Komunión es el nombre del octavo álbum de estudio de la cantante de rap dominicana Arianna Puello. El álbum fue lanzado el 17 de febrero de 2017 por En Tu Cuello Records.

## Lista de canciones
| N.º | Título                                          | Duración |  |
| 1.  | «Aquí Venimos» (feat. T-Killa, Gera MXM)        | 3:19     |  |
| 2.  | «Cambiando El Mundo» (feat. Familia Ayara Team) | 4:16     |  |
| 3.  | «Espíritu Libre» (feat. Latina Sativa)          | 3:34     |  |
| 4.  | «Pasa» (feat. Pekeño)                           | 3:44     |  |
| 5.  | «Con Eso Basta» (feat. Garzia Con Z)            | 3:56     |  |
| 6.  | «Mi Ciudad» (feat. Don Aero)                    | 3:33     |  |
| 7.  | «Horizontes Cercanos» (feat. Last Word)         | 5:08     |  |
| 8.  | «Quisqueya Bella» (feat. Nefera)                | 3:28     |  |
| 9.  | «Entre Mar Y Cielo» (feat. Siete)               | 3:40     |  |
| 10. | «Nivel Dios» (feat. Zita Zoe)                   | 2:56     |  |
| 11. | «La Ira» (feat. 8 Monkys)                       | 3:19     |  |